# Expedition 35

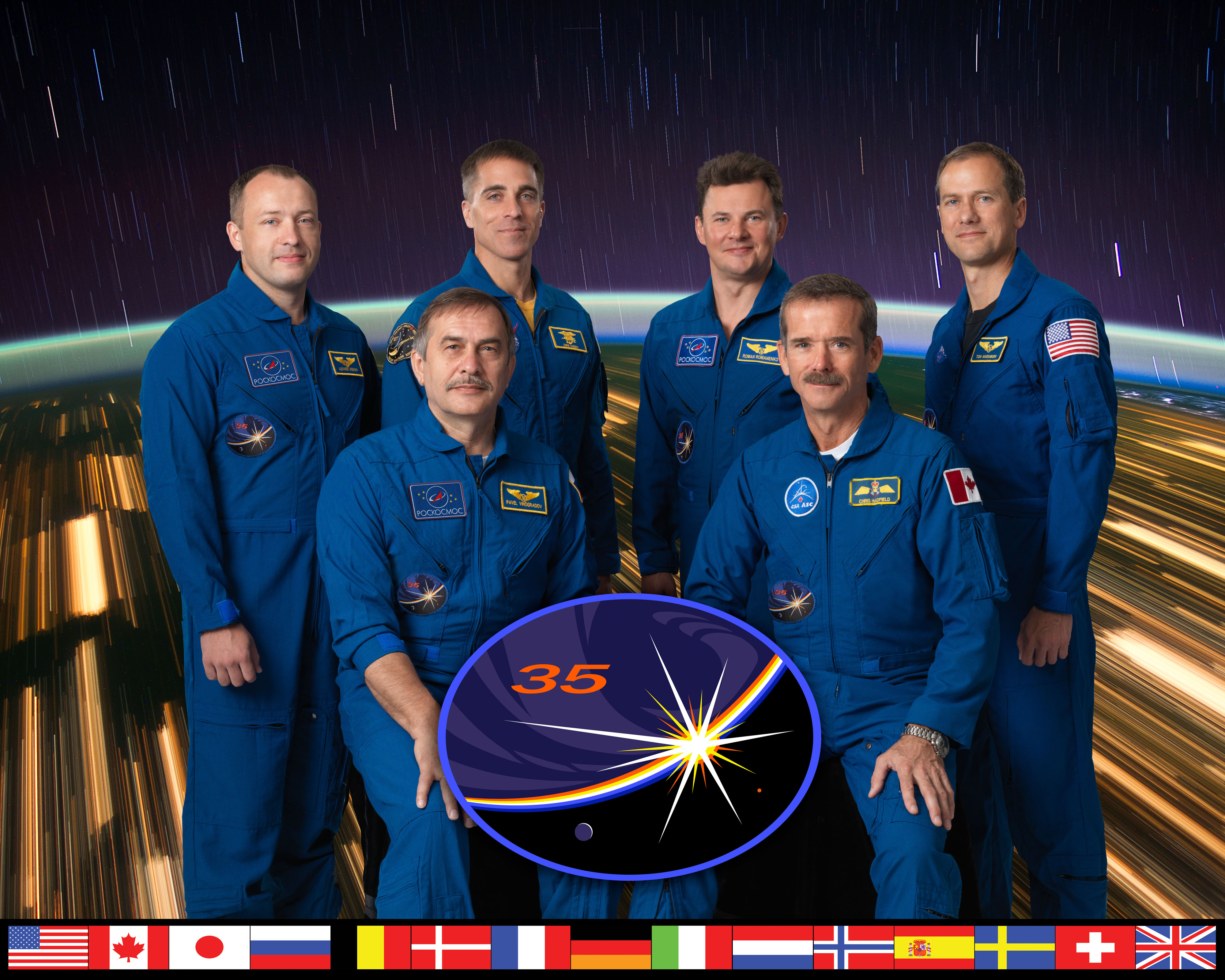
Expedition 35 besättning.

Expedition 35 var den 35:e expeditionen till Internationella rymdstationen (ISS). Expeditionen började den 15 mars 2013 då delar av Expedition 34s besättning återvände till jorden med Sojuz TMA-06M .
Christopher J. Cassidy, Pavel Vinogradov och Aleksandr Misurkin anlände till stationen med Sojuz TMA-08M den 29 mars 2013
Expeditionen avslutades den 13 maj 2013 då Chris Hadfield, Thomas Marshburn och Roman Romanenko återvände till jorden med Sojuz TMA-07M.

## Besättning
| Position       | Första delen (15 mars - 29 mars 2013)      | Andra delen (29 mars - 13 maj 2013)              |
| -------------- | ------------------------------------------ | ------------------------------------------------ |
| Befälhavare    | Chris Hadfield, CSA Hans tredje rymdfärd   | Chris Hadfield, CSA Hans tredje rymdfärd         |
| Flygingenjör 1 | Thomas Marshburn, NASA Hans andra rymdfärd | Thomas Marshburn, NASA Hans andra rymdfärd       |
| Flygingenjör 2 | Roman Romanenko, RSA Hans andra rymdfärd   | Roman Romanenko, RSA Hans andra rymdfärd         |
| Flygingenjör 3 |                                            | Christopher J. Cassidy, NASA Hans andra rymdfärd |
| Flygingenjör 4 |                                            | Pavel Vinogradov, RSA Hans tredje rymdfärd       |
| Flygingenjör 5 |                                            | Aleksandr Misurkin, RSA Hans första rymdfärd     |